# Brandon Baiye
Brandon Baiye (Lieja, 27 de diciembre de 2000) es un futbolista belga que juega en la demarcación de centrocampista para el Erzurumspor F. K. de la TFF Primera División.

## Biografía
Tras empezar a formarse como futbolista en el Club Brujas durante siete años, finalmente hizo su debut con el primer equipo el 22 de julio de 2018 en la final de la Supercopa de Bélgica contra el Standard Lieja, tras sustituir a Mats Rits en el minuto 70. Siete días después, el 29 de julio de 2018 hizo su debut en la Primera División de Bélgica contra el K. A. S. Eupen. Por este equipo fichó en enero de 2023 tras haber pasado entremedias por el Clermont Foot 63 y el SC Austria Lustenau.
El 9 de julio de 2025 firmó por dos años con el Erzurumspor F. K.

## Clubes
| Club                         | País    | Año       | Partidos | Goles |
| ---------------------------- | ------- | --------- | -------- | ----- |
| Club Brujas                  | Bélgica | 2018-2019 | 2        | 0     |
| Clermont Foot B              | Francia | 2019-2020 | 13       | 0     |
| SC Austria Lustenau (cedido) | Austria | 2020-2022 | 2        | 0     |
| Clermont Foot 63             | Francia | 2022-2023 | 8        | 0     |
| K. A. S. Eupen               | Bélgica | 2023-2025 | 67       | 2     |
| Erzurumspor F. K.            | Turquía | 2025-     |          |       |

## Palmarés

### Campeonatos nacionales
| Título               | Club        | País    | Año  |
| -------------------- | ----------- | ------- | ---- |
| Supercopa de Bélgica | Club Brujas | Bélgica | 2018 |